# صبري علي
صبري علي هو لاعب كرة قدم جيبوتي، ولد في 20 سبتمبر 2000.